# الهيبة الحصاد (مسلسل)
مسلسل الهيبة هو مسلسل درامي سوري لبناني تم عرضه في رمضان 1440 هـ/2019، وهو الجزء الثالث من مسلسل الهيبة.

## أحداث الجزء الثالث
في هذا الجزء يقع جبل (تيم حسن) في حب الإعلامية نور رحمة (سيرين عبد النور)، وسط الصراعات المدوية التي يدور بداخلها جبل، ويعلن زواجه منها، والتصدي لخطيبها السابق رجل الأعمال، والنفوذ (ثروت)

## إنتشار إشاعات عن المسلسل
أعلنت الفنانة سيرين عبد النور بشكل رسمي عن عدم مشاركتها في الجزء الثالث لكن بعد مرور أيام قررت مشاركتها بالمسلسل بشرط أن تكون هي البطلة الوحيدة بجانب تيم حسن.

## الممثلون المشاركون
- تيم حسن
- سيرين عبد النور
- منى واصف
- أويس مخللاتي
- عبدو شاهين
- روزينا لاذقاني
- ختام اللحام
- خالد السيد
- ناظم عيسى
- سعيد سرحان
- ليلى قمري
- ولاء عزام
- ربيع الحاج